# 2048
2048（二千四十八、二〇四八、にせんよんじゅうはち）は、自然数また整数において、2047の次で2049の前の数である。

## 性質
- 2048は合成数であり、約数は1, 2, 4, 8, 16, 32, 64, 128, 256, 512, 1024, 2048である。
  - 約数の和は4095。
  - 4095 = 2048 × 2 − 1 であるため不足数、概完全数である。
- 2048 = 211
  - 2番目の11乗数である。1つ前は1、次は177147。
  - 11番目の2の累乗数である。1つ前は1024、次は4096。
  - 素数 p = 11 のときの 2p の値とみたとき1つ前は128、次は8192。(オンライン整数列大辞典の数列 A034785)
  - 平方数でも立方数でもない累乗数の中では4番目の数である。1つ前は243、次は2187。(オンライン整数列大辞典の数列 A239728)
- 2i × 3j (i ≧ 0, j ≧ 0) で表せる48番目の数である。1つ前は1944、次は2187。(オンライン整数列大辞典の数列 A003586)
- 2i × 5j (i ≧ 0, j ≧ 0) で表せる35番目の数である。1つ前は2000、次は2500。(オンライン整数列大辞典の数列 A003592)
- 2048 = 84/2 + 0
  - 28番目のフリードマン数である。1つ前は1827、次は2187。
- 各位の和が14になる152番目の数である。1つ前は2039、次は2057。

## その他 2048 に関連すること
- 西暦2048年
- CD-ROMやDVDおいて 1 セクタのサイズは 2,048 バイトである。
- 2048 (ゲーム)
- 2048: ノーウェア・トゥ・ランは、アメリカのSF短編映画。